# Lijst van planetoïden 115201-115300
Dit is een lijst van planetoïden 115201-115300 in volgorde van catalogusnummer van het Minor Planet Center. Voor de volledige lijst zie de lijst van planetoïden.
| Naam           | Voorlopige naamgeving | Datum ontdekking  | Locatie ontdekking | Ontdekker                            |
| -------------- | --------------------- | ----------------- | ------------------ | ------------------------------------ |
| 115201 -       | 2003 SM111            | 19 september 2003 | Palomar            | NEAT                                 |
| 115202 -       | 2003 ST111            | 18 september 2003 | Socorro            | LINEAR                               |
| 115203 -       | 2003 SJ116            | 16 september 2003 | Socorro            | LINEAR                               |
| 115204 -       | 2003 SV116            | 16 september 2003 | Palomar            | NEAT                                 |
| 115205 -       | 2003 SZ117            | 16 september 2003 | Palomar            | NEAT                                 |
| 115206 -       | 2003 SD118            | 16 september 2003 | Palomar            | NEAT                                 |
| 115207 -       | 2003 SJ119            | 17 september 2003 | Anderson Mesa      | LONEOS                               |
| 115208 -       | 2003 SM120            | 17 september 2003 | Kitt Peak          | Spacewatch                           |
| 115209 -       | 2003 SL124            | 18 september 2003 | Palomar            | NEAT                                 |
| 115210 -       | 2003 SY124            | 19 september 2003 | Mallorca           | Mallorca                             |
| 115211 -       | 2003 SS125            | 19 september 2003 | Socorro            | LINEAR                               |
| 115212 -       | 2003 SW125            | 19 september 2003 | Socorro            | LINEAR                               |
| 115213 -       | 2003 SR126            | 19 september 2003 | Haleakala          | NEAT                                 |
| 115214 -       | 2003 SH128            | 20 september 2003 | Socorro            | LINEAR                               |
| 115215 -       | 2003 SX128            | 20 september 2003 | Palomar            | NEAT                                 |
| 115216 -       | 2003 SZ129            | 20 september 2003 | Socorro            | LINEAR                               |
| 115217 -       | 2003 SP138            | 20 september 2003 | Palomar            | NEAT                                 |
| 115218 -       | 2003 SF140            | 19 september 2003 | Campo Imperatore   | CINEOS                               |
| 115219 -       | 2003 SJ140            | 19 september 2003 | Socorro            | LINEAR                               |
| 115220 -       | 2003 ST140            | 19 september 2003 | Palomar            | NEAT                                 |
| 115221 -       | 2003 SH141            | 19 september 2003 | Palomar            | NEAT                                 |
| 115222 -       | 2003 SK142            | 20 september 2003 | Palomar            | NEAT                                 |
| 115223 -       | 2003 SM142            | 20 september 2003 | Socorro            | LINEAR                               |
| 115224 -       | 2003 SR142            | 20 september 2003 | Socorro            | LINEAR                               |
| 115225 -       | 2003 SW142            | 20 september 2003 | Socorro            | LINEAR                               |
| 115226 -       | 2003 SA143            | 20 september 2003 | Socorro            | LINEAR                               |
| 115227 -       | 2003 SB143            | 20 september 2003 | Socorro            | LINEAR                               |
| 115228 -       | 2003 SL143            | 20 september 2003 | Palomar            | NEAT                                 |
| 115229 -       | 2003 SS143            | 21 september 2003 | Socorro            | LINEAR                               |
| 115230 -       | 2003 ST143            | 21 september 2003 | Socorro            | LINEAR                               |
| 115231 -       | 2003 SV143            | 21 september 2003 | Socorro            | LINEAR                               |
| 115232 -       | 2003 SE145            | 19 september 2003 | Palomar            | NEAT                                 |
| 115233 -       | 2003 SH145            | 20 september 2003 | Campo Imperatore   | CINEOS                               |
| 115234 -       | 2003 SV145            | 20 september 2003 | Palomar            | NEAT                                 |
| 115235 -       | 2003 SA146            | 20 september 2003 | Palomar            | NEAT                                 |
| 115236 -       | 2003 SS146            | 20 september 2003 | Palomar            | NEAT                                 |
| 115237 -       | 2003 SG147            | 20 september 2003 | Palomar            | NEAT                                 |
| 115238 -       | 2003 SQ147            | 21 september 2003 | Kitt Peak          | Spacewatch                           |
| 115239 -       | 2003 SS147            | 21 september 2003 | Kitt Peak          | Spacewatch                           |
| 115240 -       | 2003 SC148            | 16 september 2003 | Socorro            | LINEAR                               |
| 115241 -       | 2003 SZ149            | 17 september 2003 | Socorro            | LINEAR                               |
| 115242 -       | 2003 SX151            | 18 september 2003 | Kitt Peak          | Spacewatch                           |
| 115243 -       | 2003 SC152            | 19 september 2003 | Anderson Mesa      | LONEOS                               |
| 115244 -       | 2003 SL152            | 19 september 2003 | Anderson Mesa      | LONEOS                               |
| 115245 -       | 2003 SO152            | 19 september 2003 | Anderson Mesa      | LONEOS                               |
| 115246 -       | 2003 SF153            | 19 september 2003 | Anderson Mesa      | LONEOS                               |
| 115247 -       | 2003 SS155            | 19 september 2003 | Anderson Mesa      | LONEOS                               |
| 115248 -       | 2003 ST155            | 19 september 2003 | Anderson Mesa      | LONEOS                               |
| 115249 -       | 2003 SE156            | 19 september 2003 | Anderson Mesa      | LONEOS                               |
| 115250 -       | 2003 SF156            | 19 september 2003 | Anderson Mesa      | LONEOS                               |
| 115251 -       | 2003 SS156            | 19 september 2003 | Anderson Mesa      | LONEOS                               |
| 115252 -       | 2003 SK157            | 19 september 2003 | Anderson Mesa      | LONEOS                               |
| 115253 -       | 2003 SN157            | 19 september 2003 | Anderson Mesa      | LONEOS                               |
| (115254) Fényi | 2003 SF158            | 22 september 2003 | Piszkéstető        | Piszkéstető, K. Sárneczky, B. Sipőcz |
| 115255 -       | 2003 SU160            | 16 september 2003 | Kitt Peak          | Spacewatch                           |
| 115256 -       | 2003 SJ162            | 19 september 2003 | Socorro            | LINEAR                               |
| 115257 -       | 2003 SO163            | 19 september 2003 | Kitt Peak          | Spacewatch                           |
| 115258 -       | 2003 SD164            | 20 september 2003 | Anderson Mesa      | LONEOS                               |
| 115259 -       | 2003 SK164            | 20 september 2003 | Anderson Mesa      | LONEOS                               |
| 115260 -       | 2003 ST167            | 22 september 2003 | Haleakala          | NEAT                                 |
| 115261 -       | 2003 SE169            | 23 september 2003 | Haleakala          | NEAT                                 |
| 115262 -       | 2003 SB172            | 18 september 2003 | Socorro            | LINEAR                               |
| 115263 -       | 2003 SN172            | 18 september 2003 | Socorro            | LINEAR                               |
| 115264 -       | 2003 SW172            | 18 september 2003 | Socorro            | LINEAR                               |
| 115265 -       | 2003 SC173            | 18 september 2003 | Socorro            | LINEAR                               |
| 115266 -       | 2003 SG173            | 18 september 2003 | Socorro            | LINEAR                               |
| 115267 -       | 2003 SE174            | 18 september 2003 | Palomar            | NEAT                                 |
| 115268 -       | 2003 SG177            | 18 september 2003 | Palomar            | NEAT                                 |
| 115269 -       | 2003 SP177            | 18 september 2003 | Palomar            | NEAT                                 |
| 115270 -       | 2003 SR179            | 19 september 2003 | Socorro            | LINEAR                               |
| 115271 -       | 2003 SL180            | 19 september 2003 | Kitt Peak          | Spacewatch                           |
| 115272 -       | 2003 SU181            | 20 september 2003 | Anderson Mesa      | LONEOS                               |
| 115273 -       | 2003 SA182            | 20 september 2003 | Socorro            | LINEAR                               |
| 115274 -       | 2003 SB182            | 20 september 2003 | Socorro            | LINEAR                               |
| 115275 -       | 2003 SY182            | 21 september 2003 | Pla D'Arguines     | Pla D'Arguines                       |
| 115276 -       | 2003 SY183            | 21 september 2003 | Kitt Peak          | Spacewatch                           |
| 115277 -       | 2003 SS185            | 22 september 2003 | Anderson Mesa      | LONEOS                               |
| 115278 -       | 2003 SN186            | 22 september 2003 | Anderson Mesa      | LONEOS                               |
| 115279 -       | 2003 SL188            | 22 september 2003 | Anderson Mesa      | LONEOS                               |
| 115280 -       | 2003 SM188            | 22 september 2003 | Anderson Mesa      | LONEOS                               |
| 115281 -       | 2003 SK189            | 22 september 2003 | Palomar            | NEAT                                 |
| 115282 -       | 2003 SD190            | 24 september 2003 | Palomar            | NEAT                                 |
| 115283 -       | 2003 SV190            | 17 september 2003 | Kitt Peak          | Spacewatch                           |
| 115284 -       | 2003 SO192            | 20 september 2003 | Socorro            | LINEAR                               |
| 115285 -       | 2003 SB194            | 20 september 2003 | Haleakala          | NEAT                                 |
| 115286 -       | 2003 ST194            | 20 september 2003 | Haleakala          | NEAT                                 |
| 115287 -       | 2003 SU194            | 20 september 2003 | Palomar            | NEAT                                 |
| 115288 -       | 2003 SS195            | 20 september 2003 | Kitt Peak          | Spacewatch                           |
| 115289 -       | 2003 ST195            | 20 september 2003 | Kitt Peak          | Spacewatch                           |
| 115290 -       | 2003 SJ197            | 21 september 2003 | Anderson Mesa      | LONEOS                               |
| 115291 -       | 2003 SA198            | 21 september 2003 | Anderson Mesa      | LONEOS                               |
| 115292 -       | 2003 SM198            | 21 september 2003 | Anderson Mesa      | LONEOS                               |
| 115293 -       | 2003 SV198            | 21 september 2003 | Anderson Mesa      | LONEOS                               |
| 115294 -       | 2003 SB199            | 21 september 2003 | Anderson Mesa      | LONEOS                               |
| 115295 -       | 2003 SB200            | 21 september 2003 | Anderson Mesa      | LONEOS                               |
| 115296 -       | 2003 SK200            | 25 september 2003 | Palomar            | NEAT                                 |
| 115297 -       | 2003 SQ200            | 24 september 2003 | Socorro            | LINEAR                               |
| 115298 -       | 2003 SS203            | 22 september 2003 | Palomar            | NEAT                                 |
| 115299 -       | 2003 SM204            | 22 september 2003 | Socorro            | LINEAR                               |
| 115300 -       | 2003 SW204            | 22 september 2003 | Socorro            | LINEAR                               |